# Śliwnik
Śliwnik (niem. Schadendorf) – wieś w Polsce położona w województwie lubuskim, w powiecie żagańskim, w gminie Małomice.
W latach 1975–1998 miejscowość administracyjnie należała do województwa zielonogórskiego.